# Souzay-Champigny
Souzay-Champigny is een gemeente in het Franse departement Maine-et-Loire (regio Pays de la Loire) en telt 678 inwoners (1999). De plaats maakt deel uit van het arrondissement Saumur.

## Geografie
De oppervlakte van Souzay-Champigny bedraagt 8,9 km², de bevolkingsdichtheid is 76,2 inwoners per km².
De onderstaande kaart toont de ligging van Souzay-Champigny met de belangrijkste infrastructuur en aangrenzende gemeenten.

## Demografie
Onderstaande figuur toont het verloop van het inwonertal (bron: INSEE-tellingen).